# Oracular Spectacular
Albums de MGMT
Climbing to New Lows
(2005) Congratulations
(2010)
Oracular Spectacular est un album studio réalisé par MGMT et sorti le 2 octobre 2007. L'album est influencé par Mew ainsi que par la synthpop et britpop. Il a été classé 18e meilleur album de la décennie par le magazine Rolling Stone. Il s'est vendu à plus d'un million de copies dans le monde. On peut y trouver de nouvelles versions des pièces Kids et Time to Pretend, précédemment sortie sur Time to Pretend, en 2005.

## Liste des chansons
Toutes les paroles sont écrites par Andrew VanWyngarden sauf où indiqué, toute la musique est composée par Andrew VanWyngarden et Ben Goldwasser.
| 1.    | Time to Pretend                                                  | 4:20 |
| 2.    | Weekend Wars                                                     | 4:12 |
| 3.    | The Youth (paroles de Andrew VanWyngarden et Ben Goldwasser)     | 3:48 |
| 4.    | Electric Feel (paroles de Andrew VanWyngarden et Ben Goldwasser) | 3:49 |
| 5.    | Kids                                                             | 5:02 |
| 6.    | 4th Dimensional Transition                                       | 3:58 |
| 7.    | Pieces of What                                                   | 2:43 |
| 8.    | Of Moons, Birds & Monsters                                       | 4:46 |
| 9.    | The Handshake                                                    | 3:39 |
| 10.   | Future Reflections                                               | 4:00 |
| 40:18 |                                                                  |      |

## Classements[3]
| Pays                | Meilleure position |
| ------------------- | ------------------ |
| Australie           | 6                  |
| Autriche            | 72                 |
| Belgique (Wallonie) | 55                 |
| Belgique (Flandres) | 10                 |
| France              | 22                 |
| Mexique             | 74                 |
| Nouvelle-Zélande    | 13                 |
| Pays-Bas            | 45                 |
| Suisse              | 68                 |